# Годзянув (гміна)
Гміна Годзянув (пол. Gmina Godzianów) — сільська гміна у центральній Польщі. Належить до Скерневицького повіту Лодзинського воєводства.
Станом на 31 грудня 2011 у гміні проживало 2636 осіб.

## Площа
Згідно з даними за 2007 рік площа гміни становила 44.06 км², у тому числі:
- орні землі: 86.00%
- ліси: 7.00%

Таким чином, площа гміни становить 5.83% площі повіту.

## Населення
Станом на 31 грудня 2011:
| Опис     | Загалом | Загалом | Чоловіки | Чоловіки | Жінки | Жінки |
| -------- | ------- | ------- | -------- | -------- | ----- | ----- |
| одиниця  | осіб    | %       | осіб     | %        | осіб  | %     |
| все      | 2636    | 100     | 1322     | 50.15    | 1314  | 49.85 |
| міське   | 0       | 100     | 0        |          | 0     |       |
| сільське | 2636    | 100     | 1322     | 50.15    | 1314  | 49.85 |

## Сусідні гміни
Гміна Годзянув межує з такими гмінами: Глухув, Ліпце-Реимонтовське, Макув, Скерневіце, Слупія.